# Алиева, Наталья Фёдоровна
Ната́лья Фёдоровна Али́ева (27 июня 1931, Москва, РСФСР, СССР — 2 октября 2015, там же) — советский и российский востоковед, крупнейший специалист по австронезийским языкам и, в частности, по индонезийскому языку, доктор филологических наук, главный научный сотрудник Института востоковедения РАН.

## Краткая биография
В 1954 году окончила Московский институт востоковедения по специальности «страноведение» (квалификация: «страновед по Индонезии со знанием индонезийского и английского языков»). Работала в ИВ РАН с 1959 года. Среди её учителей была зачинательница изучения индонезийского языка в СССР Людмила Мерварт. В 1963 году защитила кандидатскую диссертацию «Индонезийский глагол. Суффиксы переходности», в 1992 году — докторскую диссертацию «Особенности грамматического строя индонезийского языка в типологическом освещении».
Алиева — крупнейший специалист в области австронезийских языков, автор восьми монографий и сотен статей на русском, индонезийском, малайском, французском, английском и вьетнамском языках, предметом исследований которых являются индонезийский и малайский языки, чамский язык, грамматическая типология. Один из авторов первой в мире научной грамматики индонезийского языка (1972), которая позднее была переиздана в Индонезии на индонезийском языке. Исследования Алиевой высоко оцениваются как в России, так и за рубежом.
Много сил Алиева уделяла научно-педагогической деятельности. Много лет она являлась членом диссертационного совета ИВ РАН по филологическим наукам (языкознание), регулярно работала в качестве председателя экзаменационной комиссии Восточного университета по индонезийскому языку, выступала в качестве оппонента по кандидатским и докторским диссертациям, рецензировала монографии.

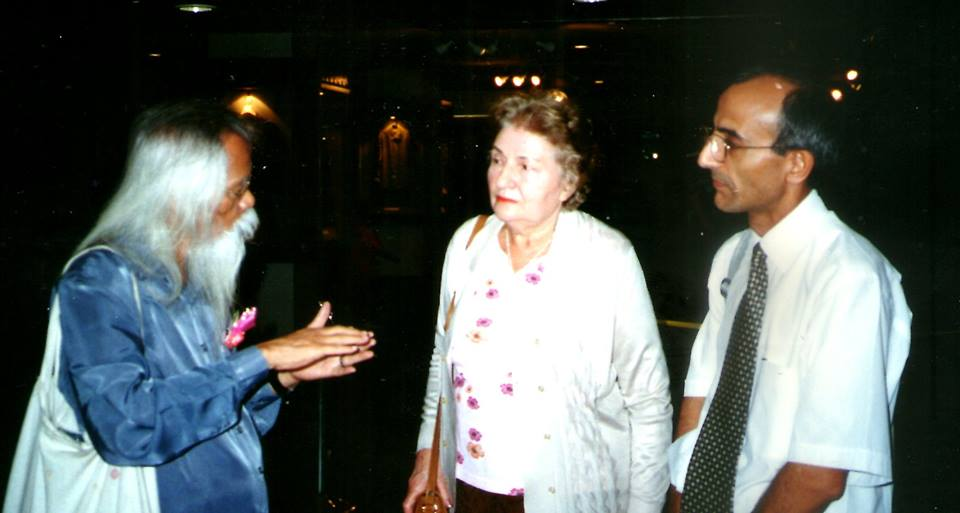
Н. Ф. Алиева с азербайджанским ученым Х. М. Зарбалиевым и малайзийским писателем А. Самадом Саидом. Куала-Лумпур, 2002

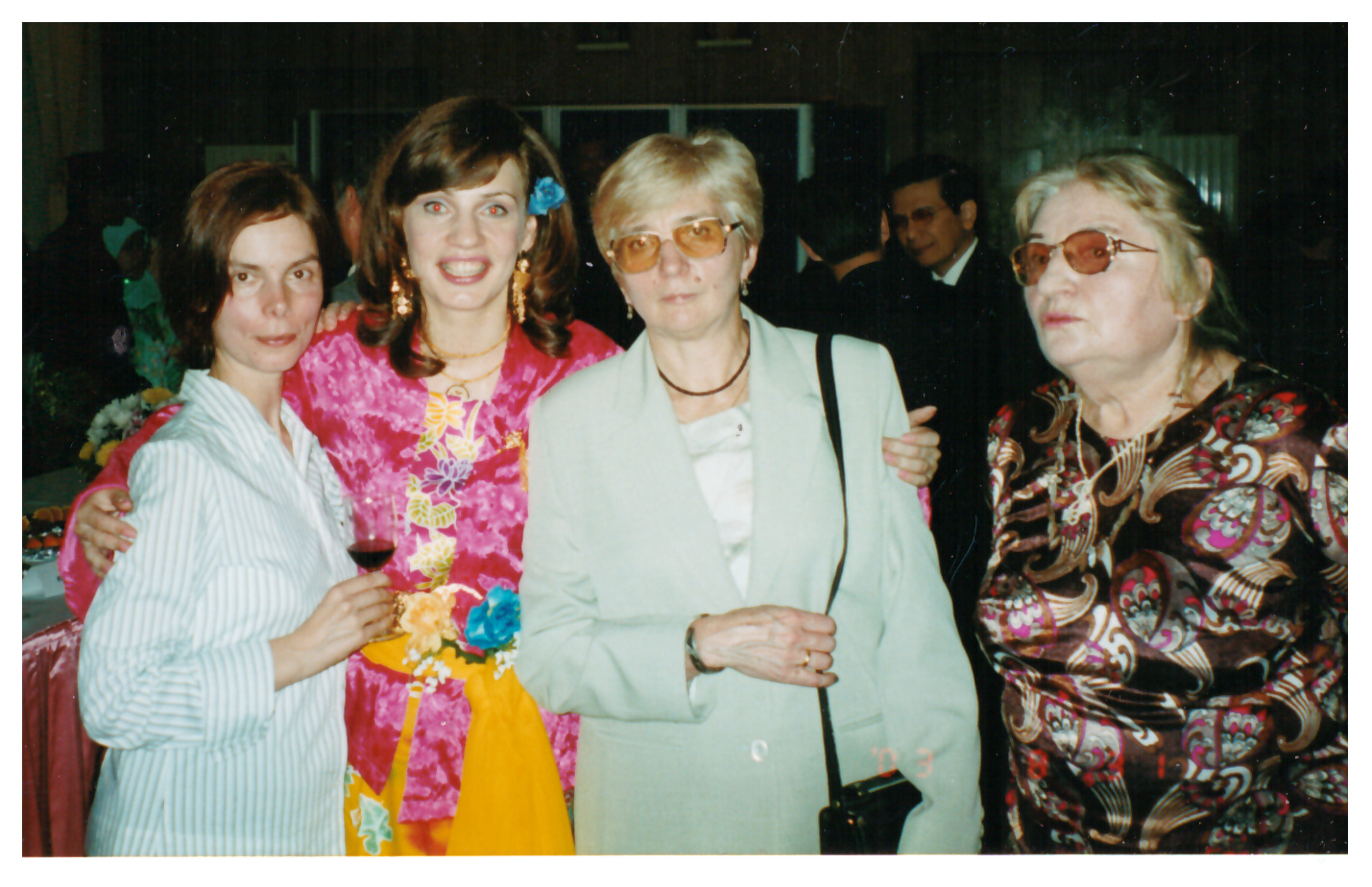
Российский лингвист Наталья Фёдоровна Алиева (справа) на приёме в посольстве Малайзии вместе с коллегами Евгенией Кукушкиной и Татьяной Дорофеевой 30 августа 2003 г.

Большое место в работе Алиевой занимала научно-организационная деятельность и международное сотрудничество. Она — один из инициаторов создания Малайско-индонезийских чтений и Общества Нусантара, в котором была членом Правления, в 1991—1996 годах — член-корреспондент Бюро Европейской ассоциации исследований Юго-Восточной Азии. Многократно принимала участие в лингвистических конгрессах и конференциях в Индонезии, Малайзии, КНР, Румынии, Нидерландах, США, Германии, Швеции. В 2002 году по гранту Совета по языку и литературе Малайзии проводила научные исследования по грамматике малайского языка в Куала-Лумпуре.

## Критика. Оценка творчества
Эта книга — не только первая научная грамматика индонезийского языка, составленная российскими лингвистами, но и самая большая и полная из современных грамматик индонезийского языка, написанных на каком-либо языке — - Н. Г. Филлипс о «Грамматике индонезийского языка»

## Основные труды
Список основных публикаций.
- Индонезийский язык. Серия: Языки зарубежного Востока и Африки. М.: Издательство восточной литературы, 1960 г. (совместно с Тесёлкиным А. С.)
- (Отв. ред.) Языки Китая и Юго-Восточной Азии: Проблемы синтаксиса. М.: ГРВЛ, 1971 (совместно с Ю. Я. Пламом)
- Грамматика индонезийского языка. Издательство: М.: Наука, 1972 (совместно с В. Аракиным, А. Оглоблиным и Ю. Сирком)
- Индонезийский глагол. Категория переходности. М.: Главная редакция восточной литературы издательства «Наука», 1975.
- (Отв. ред.) Языки Юго-Восточной Азии: проблемы повторов. М.: ГРВЛ, 1980.
- Основы теоретической грамматики индонезийского языка. Ч.2. Синтаксис. Курс лекций. М.: Воен. институт, 1980 (совместно с А. С. Теселкиным).
- Языки (Языковая ситуация). — Индонезия. Справочник. M.,Наука, 1983, с. 281—293.
- Bahasa Indonesia Deskripsi dan Teori. Seri ILDEP. Jogyakarta: Kanisius. 1991 (совместно с В. Аракиным, А. Оглоблиным и Ю. Сирком)
- Asas Ilmu Bahasa di Rusia dan Penelitian Nahu Bahasa Melayu Indonesia (на мал. яз.: Основы лингвистической науки в России и изучение грамматики индонезийского/малайского языка). — Kebudayaan Nusantara. Kepelbagaian dalam Kesatuan (Культура Нусантары. Единство в многообразии). Kuala Lumpur: DBP, 1997, p.132-148.
- Reduplication in Southeast Asian languages: Differences in wordstructures. — Productivity and Creativity. Berlin-New York: Mouton De Gruyter, 1998, p.413-429.
- Типологические аспекты индонезийской грамматики. Аналитизм и синтетизм. Посессивность. М. : Новое тысячелетие, 1998. ISBN 5-86947-025-0
- Язык чам. Устные говоры восточного диалекта. Серия: Orientalia. С.-Петербург: Петербургское Востоковедение., 1999 ISBN 5-85803-082-3 (совместно с Буй Кхань Тхе).
- (Отв. ред.) Малайско-индонезийские исследования. Выпуск XVI. М.: Общество Нусантара, 2004.
- (Отв. ред.) Малайско-индонезийские исследования. Выпуск XVIII. М.: Общество Нусантара, 2008.
- Структурно-типологическое исследование языков Юго-Восточного Азии. М.: ИВ РАН, 2015.

## Награды
- Медаль Дружбы (Вьетнам)
- Медаль «В память 850-летия Москвы»